# Bất đẳng thức Levinson
Trong toán học, bất đẳng thức Levinson được đặt theo tên Norman Levinson, đây là một bất đẳng thực liên quan đến các số thực dương. Cho {\displaystyle a>0} và {\displaystyle f} có đạo hàm bậc ba trên khoảng {\displaystyle (0,2a)}, thỏa mãn:
{\displaystyle f'''(x)\geq 0}
Khi cho các số {\displaystyle x_{i}}, sao cho {\displaystyle 0<x_{i}\leq a} với {\displaystyle i=1,\ldots ,n} and {\displaystyle 0<p}. Khi đó ta có
{\displaystyle {\frac {\sum _{i=1}^{n}p_{i}f(x_{i})}{\sum _{i=1}^{n}p_{i}}}-f\left({\frac {\sum _{i=1}^{n}p_{i}x_{i}}{\sum _{i=1}^{n}p_{i}}}\right)\leq {\frac {\sum _{i=1}^{n}p_{i}f(2a-x_{i})}{\sum _{i=1}^{n}p_{i}}}-f\left({\frac {\sum _{i=1}^{n}p_{i}(2a-x_{i})}{\sum _{i=1}^{n}p_{i}}}\right).}
Bất đẳng thức Ky Fan là một trường hợp đặc biệt của bất đẳng thức Levinson, với
{\displaystyle p_{i}=1,\ a={\frac {1}{2}},}
và
{\displaystyle f(x)=\log x.\,}